# مذكرة داونينغ ستريت
مذكرة داونينغ ستريت (أو دقائق داونينغ ستريت)، والتي يُشار إليها أحيانًا من قبل منتقدي حرب العراق كمذكرة "الدليل القاطع"، هي ملاحظة من اجتماع سري بتاريخ 23 يوليو 2002 لمجموعة من كبار الشخصيات الحكومية والدفاعية والاستخباراتية البريطانية يناقشون الاستعدادات للحرب، بما في ذلك الإشارة المباشرة إلى السياسة الأمريكية السرية في ذلك الوقت. الاسم يشير إلى 10 داونينغ ستريت، مقر رئيس الوزراء البريطاني.
المذكرة، التي كتبها مساعد السياسة الخارجية في داونينغ ستريت ماثيو رايكرولف، سجلت أن رئيس جهاز الاستخبارات السرية (MI6) أعرب عن رأيه بعد زيارته الأخيرة لواشنطن بأن "جورج بوش أراد إزالة صدام حسين من خلال العمل العسكري، المبرر بربط الإرهاب بأسلحة الدمار الشامل. لكن المعلومات والحقائق كانت تُعدل وفقًا للسياسة." كما اقتبست من وزير الخارجية جاك سترو قوله إنه من الواضح أن بوش "قد اتخذ قراره" بالقيام بعمل عسكري، لكن "الحجة كانت ضعيفة." وأشار سترو أيضًا إلى أن العراق لا يزال يحتفظ بـ "قدرة على أسلحة الدمار الشامل" وأن "صدام سيستمر في اللعب بصلابة مع الأمم المتحدة." سأل العسكريون عن العواقب "إذا استخدم صدام أسلحة دمار شامل في اليوم الأول"، مع ذكر الكويت أو إسرائيل كأهداف محتملة. وحذر النائب العام لورد غولدسميث من أن تبرير الغزو من الناحية القانونية سيكون صعبًا. ومع ذلك، فإن الاجتماع عقد عدة أشهر قبل اعتماد قرار مجلس الأمن الدولي 1441، القرار الذي استخدم في النهاية كأساس قانوني لغزو العراق. كما أن القرار 687 للأمم المتحدة قدم أساسًا سابقًا، حيث تطلب من العراق التخلص من "100%" من جميع قدراته على أسلحة الدمار الشامل، وهو ما وافقت المذكرة على أنه لم يحدث.
نسخة من المذكرة حصل عليها الصحفي البريطاني مايكل سميث ونُشرت في صحيفة "ذا صنداي تايمز" في مايو 2005، قبيل الانتخابات البريطانية. أشار سميث إلى أن المذكرة تعادل أوراق البنتاغون التي كشفت عن النوايا الأمريكية في حرب فيتنام، وزعم أن وسائل الإعلام الأمريكية لم تقم بالتغطية الكافية لها بسبب انحياز مفترض لدعم الحرب. على الرغم من أن مصداقيتها لم يطعن فيها بشكل جاد، إلا أن الحكومتين البريطانية والأمريكية صرحتا بأن المحتويات لا تعكس بدقة مواقفهما الرسمية في ذلك الوقت.

## مقدمة
نُشرت المذكرة لأول مرة في صحيفة "ذا صنداي تايمز" في 1 مايو 2005، خلال الأيام الأخيرة من حملة الانتخابات العامة في المملكة المتحدة.
ففي البداية، لم تحظَ المذكرة بتغطية كبيرة في الصحافة الأمريكية، لكنها لاقت اهتمامًا كبيرًا في المدونات التقدمية مثل تلك الموجودة على "ديلي كوس"، وذلك بسبب تعليق يُنسب إلى ريتشارد ديرلوف (رئيس MI6 في ذلك الحين) الذي قال إن "المعلومات والحقائق كانت تُعدل من قبل الولايات المتحدة وفقًا لسياسة إزالة صدام حسين من السلطة"، مما فُسر على أنه يظهر أن الاستخبارات الأمريكية بشأن العراق قبل الحرب كانت مزيفة عمدًا، وليس مجرد خطأ.
مع بدء تغطية هذه القضية من قبل وسائل الإعلام الأمريكية (مثل "لوس أنجلوس تايمز" في 12 مايو 2005 و"واشنطن بوست" في 13 مايو 2005)، ظهرت ادعاءان رئيسيان آخران ناتجان عن المذكرة: أن عملية تفتيش الأسلحة التي تقوم بها الأمم المتحدة قد يتلاعب بها لتوفير ذريعة قانونية للحرب، وأن الضربات الجوية قبل الحرب قد زادت عمدًا من أجل تدمير البنية التحتية العراقية استعدادًا للحرب، قبل تصويت مجلس الشيوخ الأمريكي في أكتوبر الذي سمح بالغزو.
بعض عناصر الإعلام الأمريكي صورت الوثيقة على أنها مزيفة أو احتيالية، حيث أشارت دانا بيرينو في مؤتمرها الصحفي اليومي بالبيت الأبيض في 4 ديسمبر 2008 إلى أن إدارة بوش قد "دحضت" الوثيقة سابقًا. من ناحية أخرى، قامت الحكومة البريطانية بشكل ضمني بالاعتراف بمصداقيتها، كما عندما رد توني بلير على سؤال في مؤتمر صحفي بالقول إن "تلك المذكرة كُتبت قبل أن نذهب إلى الأمم المتحدة."
مجموعة مكونة من 131 عضوًا في الكونغرس بقيادة جون كونيرز طالبت مرارًا الرئيس جورج بوش بالرد على محتويات الوثيقة. قديم قرار استفسار من قبل النائبة باربارا لي، والذي كان سيتطلب من الرئيس ووزارة الخارجية تقديم جميع المعلومات ذات الصلة بشأن السياسة الأمريكية تجاه العراق. وكان لهذا القرار 70 راعيًا مشتركًا.

## مخطط تفصيلي
المخاطبون بالمذكرة وقد إرسال نسخ من المحاضر إلى:
- وزير الدولة للدفاع جيف هون
- وزير الدولة للشؤون الخارجية وشؤون الكومنولث جاك سترو ،
- النائب العام لإنجلترا وويلز اللورد جولدسميث ،
- السكرتير العام لمجلس الوزراء السير ريتشارد ويلسون ،
- رئيس لجنة الاستخبارات المشتركة جون سكارليت ،
- مدير مقر الاتصالات الحكومية فرانسيس ريتشاردز
- رئيس أركان الدفاع السير مايكل بويس ،
- رئيس جهاز الاستخبارات السرية ريتشارد ديرلوف ،
- رئيس أركان رئيس الوزراء جوناثان باول
- سالي مورجان، مديرة العلاقات الحكومية في داونينج ستريت، و
- مدير الاتصالات والاستراتيجية في داونينج ستريت أليستير كامبل.

كانت الدقائق تهدف إلى أن تبقى سرية، وكانت تحمل العنوان "هذا السجل حساس للغاية. يجب عدم صنع نسخ إضافية. يجب أن يُظهر فقط لأولئك الذين لديهم حاجة حقيقية لمعرفة محتوياته." تتناول الدقائق التحضيرات لحرب العراق عام 2003، وتظهر للحاضرين أنه بات واضحًا أن الرئيس الأمريكي جورج بوش ينوي إزالة صدام حسين من السلطة بالقوة.
تستعرض الدقائق الخيارات العسكرية ثم تنظر في الاستراتيجية السياسية التي من المحتمل أن تُلقى دعمًا إيجابيًا من المجتمع الدولي والرأي العام المحلي. تقترح إصدار إنذار لصدام للسماح لمفتشي الأسلحة التابعين للأمم المتحدة بالعودة، مما سيساعد في جعل استخدام القوة قانونيًا. يُقتبس عن توني بلير قوله إن الجمهور البريطاني سيدعم تغيير النظام في السياق السياسي الصحيح.
أكثر فقرة مثيرة للجدل هي تقرير عن زيارة حديثة إلى واشنطن قام بها رئيس جهاز الاستخبارات السرية السير ريتشارد ديرلوف (المعروف في المصطلحات الرسمية بـ "C"):
تحليل البريطانيين للسياسة الأمريكية مذكور أيضًا في أماكن أخرى في الدقائق:
وقال وزير الخارجية إنه سيناقش هذا مع كولن باول هذا الأسبوع. بدا واضحًا أن بوش قد اتخذ قراره بشأن العمل العسكري، حتى لو لم يحديد التوقيت بعد. لكن الحجة كانت ضعيفة. لم يكن صدام يهدد جيرانه، وقدرته على أسلحة الدمار الشامل كانت أقل من تلك التي تمتلكها ليبيا أو كوريا الشمالية أو إيران. ينبغي علينا إعداد خطة لإنذار صدام بالسماح بعودة مفتشي الأسلحة التابعين للأمم المتحدة. وهذا سيساعد أيضًا في التبرير القانوني لاستخدام القوة.
الأقسام الرئيسية التي تغطي الإنذار هي:
... قام جون سكاريت بتقييم أن صدام لن يسمح للمفتشين بالدخول إلا عندما يشعر أن تهديد العمل العسكري حقيقي.
تتناول الدقائق أيضًا المخاطر المحتملة لـغزو العراق:

## رد فعل

### مؤيدو التحقيق
في الولايات المتحدة، يقول مؤيدو إجراء تحقيق رسمي في الكونغرس إن الدقائق، إلى جانب شهادات الشهود الموثوقين، تثير شكوكًا كافية حول أفعال إدارة بوش تستدعي تحقيقًا رسميًا. على وجه الخصوص، يشيرون إلى أن الدقائق تدل على أن الإدارة كانت مصممة على الذهاب إلى الحرب مع العراق قبل النظر في الجوانب القانونية، ومع علمهم الكامل بأن "الحجة كانت ضعيفة" في أفضل الأحوال. كما زعموا أنهم قاموا باختيار المعلومات الاستخباراتية ومبالغتها لتأكيد سياستهم، وطوروا خطة للتلاعب بالرأي العام. أيضًا، يقول المؤيدون إن محتويات الدقائق (مثل "كان العمل العسكري يُعتبر أمرًا لا مفر منه") وتاريخ المذكرة، 23 يوليو 2002، تتعارض مع الموقف الرسمي للبيت الأبيض الذي يؤكد أن الرئيس بوش لم يقرر أخيرًا تنفيذ الغزو في مارس 2003 حتى بعد أن قدم وزير الخارجية كولن باول قضية الإدارة إلى مجلس الأمن التابع للأمم المتحدة في خطاب بتاريخ 5 فبراير 2003. كما يذكرون أن الدقائق مؤرخة في وقت كان بوش قد صرح فيه بأنه "لم نتخذ أي قرارات بشأن العراق، ولكن جميع الخيارات مطروحة على الطاولة."
فُسرت فقرة أخرى لتظهر أن جيف هون اعتقد أن توقيت الحرب كان مُقصدًا للتأثير على الانتخابات الأمريكية:
لقد قيل إن بعض الحاضرين في الاجتماع كانوا يعتقدون أن العراق قد يمتلك "قدرة" على أسلحة الدمار الشامل. ومع ذلك، تنص الدقائق بوضوح على أن هذه القدرة كانت أقل من تلك التي تمتلكها ليبيا وإيران وكوريا الشمالية، وأن صدام لم يكن يهدد جيرانه.

### الكونجرس الأمريكي
في 5 مايو 2005، أرسل النائب الديمقراطي جون كونيرز رسالة إلى الرئيس بوش، وقعها 89 من زملائه، يطالبون بتفسير "الحقائق المثيرة للقلق" الواردة في المذكرة. لم يكن هناك أي رد محدد من البيت الأبيض على الرسالة الإعلان عنه بشكل علني. ردًا على رفض إدارة بوش للإجابة على أسئلة الوفد الكونغرس، اعتبر كونيرز وآخرون إرسال بعثة لجمع الحقائق إلى المملكة المتحدة.
طلب كونيرز في البداية جمع 100,000 توقيع من المواطنين (عريضة) ليطلب من الرئيس بوش الإجابة على الأسئلة في رسالته. بدأت العريضة تجمع بين 20,000 و25,000 توقيع يوميًا، مدعومةً من قبل مجموعة العمل السياسي التقدمية MoveOn.org، التي انضمت إلى الحملة في 9 يونيو. بحلول 13 يونيو 2005، حصلت العريضة على أكثر من 540,000 توقيع من المواطنين، ووقّع المزيد من النواب، ليصل العدد الإجمالي إلى 94. بعد ثلاثة أيام، تجاوز عدد النواب الذين وقعوا العريضة 100، بما في ذلك زعيمة الأقلية آنذاك نانسي بيلوسي.
في 16 يونيو 2005، ترأس كونيرز جلسة استماع غير رسمية أو منتدى حول مذكرة داونينغ ستريت في غرفة تحت الأرض في الكابيتول، حيث شهدت الجلسة شهادات من معارضين بارزين لحرب العراق مثل جوزيف سي. ويلسون، وري مكغفرن، وسيندي شيهان، وغيرهم.

### إنترنت
ناقش سمنتيوس في "ديلي كوس" و"MYDD" المذكرة لأول مرة في ليلة 30 أبريل 2005.
بحلول صباح اليوم التالي،رفع الوثيقة إلى قصة رئيسية على "ديلي كوس"، حيث علم النائب الديمقراطي جون كونيرز بوجودها.
إنشاء موقع إلكتروني، www.downingstreetmemo.com، في 13 مايو "لسد الفراغ الذي تركه الإعلام الأمريكي السائد"، ويواصل هدفه الأساسي "توفير مصدر لأي شخص يرغب في فهم معنى وسياق هذه الوثائق فيما يتعلق بحجة إدارة بوش للحرب."
في 30 مايو 2005، في "تجمع مدونات" مدفوع بالمذكرة، اجتمعت مئات المدونات لتشكيل "التحالف الكبير" دعمًا لمبادرة "بعد داونينغ ستريت".
في 1 يونيو 2005، بدأت حملة إعلامية مستهدفة تحت عنوان "أيقظوا الإعلام السائد" بشكل مشترك على "ديلي كوس" و downingstreetmemo.com. كانت الحملة كل يوم تسرد معلومات اتصال جديدة لثلاثة وسائل إعلام، ليتمكن القراء من الاتصال بها لحثها على تقديم تغطية أفضل للقضايا المتعلقة بمذكرة داونينغ ستريت وغيرها من الوثائق المعلنة.

### الخبراء
في 18 مايو، كتب الناقد المحافظ ومستشار إدارة ريغان السابق بول كريغ روبيرتس مقالًا يدعو فيه إلى عزل بوش بتهمة الكذب على الكونغرس بشأن قضية الحرب.
في 31 مايو، كتب المدافع الليبرالي عن المستهلك والمرشح الرئاسي السابق رالف نادر مقالًا على ZNet يدعو فيه إلى عزل بوش وتشيني بموجب المادة الثانية، القسم 4 من دستور الولايات المتحدة. وفي نفس اليوم، كتب هو وكيفن زيس مقالًا في "بوسطن غلوب" لدعم دعوة عزل بوش، مشيرين إلى المذكرة كجزء من الأدلة التي تستدعي التحقيق في إمكانية الخداع المتعمد من قبل الإدارة.
في 30 يناير 2006، نُشر مقال بعنوان "عزل جورج بوش" كتبته إليزابيث هولزمان (نائبة من نيويورك، 1973-1981، وعضو في لجنة القضاء في مجلس النواب التي أجرت جلسات عزل الرئيس ريتشارد نيكسون) في المجلة اليسارية "ذا نيشن". يتضمن المقال إشارات محددة إلى مذكرة داونينغ ستريت.

### الجماعات السياسية
تحالف من المجموعات الأمريكية المعروف باسم "بعد داونينغ ستريت"، والذي شارك في تأسيسه مجموعة من النشطاء التقدميين و/أو من الحزب الديمقراطي، دعا الكونغرس إلى تقديم قرار تحقيق، وهو الخطوة القانونية الأولى اللازمة لتحديد ما إذا كان الرئيس بوش قد ارتكب جرائم قابلة للعزل. كُتبت طلبية قرار التحقيق الرسمية بواسطة المحامي الدستوري بوسطن جون سي. بونيفاز. تنص الطلبية على الأسس الدستورية للعزل:
قدمت Democrats.com ألف دولار كمكافأة لأي شخص يمكنه جعل جورج بوش يجيب على السؤال التالي "نعم" أو "لا":
بالإضافة إلى ذلك، تقديم عدد من الجوائز الأصغر لمستويات مختلفة من الردود، بدءًا من 100 دولار مقابل طرح السؤال بشكل واضح على بوش.

## التغطية الاخبارية
كانت مذكرة داونينغ ستريت قصة رئيسية في الصحافة البريطانية خلال الأيام الأخيرة من حملة الانتخابات العامة لعام 2005، و تغطيتها أيضًا في دول أخرى. في البداية، كانت التغطية في الولايات المتحدة محدودة، لكنها لاحقًا حصلت على اهتمام أكبر في الصحافة الأمريكية. كانت منظمة "العدالة والدقة في التقارير" من بين الجهات التي انتقدت وسائل الإعلام المطبوعة الأمريكية، قائلة إنها "تواصل التقليل من أهمية [هذه] القصة." وفقًا لـ "ميديا ماترز لأمريكا"، كانت هناك بعض الإشارات المبكرة في "نيويورك تايمز"، و"سان فرانسيسكو كرونيكل"، و"نيويورك صن"، و"واشنطن بوست"، على الرغم من أن التغطية كانت ضئيلة (حيث ظهرت أول مقالة في "واشنطن بوست" في قسم "ستايل") وكانت تركز أساسًا على تأثيرها على الانتخابات البريطانية، بدلاً من كيفية تأثيرها على إدارة بوش. أنتجت خدمة أخبار نايت-ريدير بعض التقارير في ذلك الوقت، لكن المقالات المستقلة كانت محدودة. وضعت "لوس أنجلوس تايمز" و"ستار تريبيون" مراسلين محليين على القصة، وأنتجتا مقالات مبكرة في 12 و13 مايو، على التوالي.
في "ستار تريبيون"،  إثارة الاهتمام الأولي بعد أن أرسل أحد القراء معلومات رأى أنها على الإنترنت إلى المراقب الصحفي للصحيفة، الذي قام بإحالتها إلى آخرين في قسم الأخبار. وبما أن الصحيفة كانت بعيدة جدًا عن لندن، انتظر المحررون في البداية وصول مقالات من خدمات الأخبار. ومن المؤكد أن العديد من الصحف الأخرى في البلاد ردت بشكل مشابه. ومع ذلك، بعد عدة أيام دون أخبار،عيين مراسل محلي. كان من المقرر في البداية نشر المقال في 11 مايو، لكن أجيله ليحظى بظهور أكبر في يوم أخبار أبطأ لاحقًا في الأسبوع.
منذ ذلك الحين، ناقشت الكثير من التغطيات حول المذكرة نقص التغطية. واحدة من أولى التقارير التي تناولت هذا الموضوع كانت مقالًا في "ذا كريستيان ساينس مونيتور" بتاريخ 17 مايو. كانت هذه التقرير واحدة من أكثر التغطيات شمولاً لمنشور على مستوى البلاد حتى ذلك الحين.
في 20 مايو 2005، قام دانييل أوكرنت، المحرر العام في ذلك الوقت لصحيفة "نيويورك تايمز"، بتقييم تغطية المذكرات في الصحيفة بشكل علني خلال منتدى على موقع الصحيفة. كما أشار إلى أنه، بسبب الاهتمام المستمر من القراء، تنوي الصحيفة تقديم تغطية أكثر شمولاً للمذكرة. على الرغم من أن أوكرنت استقال في نهاية مايو (نهاية روتينية لفترة ولايته)، إلا أنه في برنامج "نيوز هور" في 8 يونيو اقترح بعض الأسباب المحتملة لبطء وسائل الإعلام الأمريكية في تغطية ما اعتبره قصة مهمة جدًا. قال إنه قد يكون قد تكليفها لمراسلي "الأخبار الأجنبية" ولم يُنظر إليها كقصة تتعلق ببوش، أو أن وسائل الإعلام الأمريكية كانت لا تزال تعمل على بحثها (على الرغم من أنه اعترف بعد ذلك بأنه ليس لديه سبب للاعتقاد بذلك).
أيضًا في 8 يونيو، نشرت صحيفة "يو إس إيه توداي" مقالًا بواسطة محررها الرئيسي للأخبار الأجنبية، جيم كوكس، حيث قال بشأن المذكرة: "لم نتمكن من الحصول على المذكرة أو نسخة منها من مصدر موثوق.... لم يكن هناك تأكيد صريح على صحتها من (مكتب بلير). كما كشف عنها قبل أربعة أيام من الانتخابات البريطانية، مما أثار مخاوف بشأن التوقيت."
عادت صحيفة "ستار تريبيون" إلى مناقشة مذكرة داونينغ ستريت كجزء من الأدلة في افتتاحية يوم الذكرى. وقد ذكرت بشكل صريح،
وقد نشرت صحيفة نيويورك تايمز تقريراً عن هذه المذكرات في 27 مارس/آذار 2006.
ذكرت قناة إم إس إن بي سي عن المذكرات في 28 مارس 2006. تحتوي MSNBC على مقال ومقطع فيديو من برنامج "NBC Nightly News" مع براين ويليامز.
ذكرت صحيفة "إل تيمبو" الكولومبية في 9 مايو 2007 أن دور رئيس الوزراء في حرب العراق – وبالتحديد مذكرة داونينغ ستريت – كان "السبب الرئيسي لخيبة أمل المملكة المتحدة في توني بلير."
وصفّت صحيفة "لا سيغوندا" التشيلية في 11 مايو 2007 مذكرة داونينغ ستريت بأنها "واحدة من أفضل الأسرار التي احتفاظ بها خلال عشر سنوات من رئاسة توني بلير."
أحد أول المقالات حول المذكرة التي ظهرت في وسائل الإعلام الأمريكية اقتبست "مسؤولًا أمريكيًا سابقًا رفيع المستوى"، الذي تحدث بشرط عدم الكشف عن هويته، ووصف محتوى المذكرة بأنه "وصف دقيق تمامًا لما حدث" خلال زيارة الضابط الاستخباراتي البريطاني الرفيع إلى واشنطن. نفى رئيس الوزراء البريطاني توني بلير أن يظهر أي شيء في المذكرة misconduct، مشيرًا إلى أنها أضافت القليل مما كان معروفًا بالفعل حول كيفية تطور السياسة البريطانية بشأن العراق، مضيفًا أن "تلك المذكرة كُتبت قبل أن نذهب إلى الأمم المتحدة".
- ولم يؤكد أو ينفي المتحدث باسم البيت الأبيض سكوت ماكليلان ووزيرة الخارجية الأميركية كوندوليزا رايس ووزير الخارجية البريطاني جاك سترو دقة المذكرة عندما سئلوا عنها.
- ولم يستجب جورج دبليو بوش لأسئلة الكونجرس بشأن دقة المذكرة.
- وعندما سُئل عن محتويات المذكرة النائب البرلماني عن حزب بليد كامري آدم برايس في مجلس العموم في التاسع والعشرين من يونيو/حزيران 2005، امتنع بلير مرة أخرى عن التشكيك في صحة الوثيقة، قائلاً فقط: "[...] إن هذه المذكرة وغيرها من الوثائق في ذلك الوقت كانت مشمولة بمراجعة بتلر. فضلاً عن ذلك، كان ذلك قبل أن نذهب إلى الأمم المتحدة ونحصل على القرار الثاني، 1441، الذي حظي بدعم إجماعي".[36]
- وبحسب شبكة سي إن إن، فقد كشف في العراق عن وثائق مصنفة حالياً على أنها سرية، ويرجع تاريخها إلى نفس الشهر الذي صدرت فيه مذكرة داونينج ستريت، أي مارس/آذار 2002، وكانت تحتوي على أدلة على أن الاستخبارات الروسية أخطرت العراق "بعزم الولايات المتحدة وبريطانيا على شن عمل عسكري".[37]

### الرئيس الأمريكي جورج دبليو بوش
في 7 يونيو 2005، خلال مؤتمر صحفي مشترك لجورج بوش وتوني بلير في البيت الأبيض، سأل مراسل رويترز ستيف هولاند: "فيما يتعلق بالعراق، تقول المذكرة المعروفة بمذكرة داونينغ ستريت من يوليو 2002 إن المعلومات والحقائق كانت تُعدل لتناسب سياسة إزالة صدام من خلال العمل العسكري. هل تعكس هذه المذكرة بدقة ما حدث؟ هل يمكن لكل منكما الرد؟" لم يتناول بوش قضية تعديل المعلومات والحقائق حول قرار الذهاب إلى الحرب، لكنه نفى أنه قد قرر في وقت كتابة المذكرة استخدام القوة العسكرية ضد صدام حسين، قائلاً "لا شيء أبعد عن الحقيقة." كما شكك بوش في دوافع من قام بتسريب المذكرة خلال الانتخابات البريطانية، قائلاً "حسنًا، أنا—تعلمون، قرأت نوعًا من التوصيفات للمذكرة، خاصة عندما أُطلق عليها في منتصف سباقه الانتخابي.... لست متأكدًا من من هم 'الذين أطلقوها'، لكن—لا أقترح أنتم جميعًا من أطلقوها هناك".

### رئيس الوزراء البريطاني توني بلير
عندما نُشرت الوثيقة، نفى رئيس وزراء المملكة المتحدة توني بلير أن يكون هناك أي شيء في المذكرة يدل على سلوك غير سليم، وقال إنها لم تضف شيئًا جديدًا إلى ما كان معروفًا بالفعل عن كيفية تطور السياسة البريطانية تجاه العراق.
رد بلير على ستيف هولاند في المؤتمر الصحفي المشترك مع بوش كان: "لا، لم تكن الحقائق مُعدلة بأي شكل من الأشكال". كما أكد أنه وبوش استمرا في محاولة إيجاد طريقة لتجنب الحرب، "لكن كما كان واضحًا، لم يكن هناك أي طريقة تجعل صدام حسين يغير الطريقة التي يعمل بها أو الطريقة التي يتصرف بها." وقد قال نفس الشيء في مقابلة مع غوين إيفيل في برنامج "The NewsHour" مع جيم ليرر في 7 يونيو 2005.

### المتحدث باسم البيت الأبيض سكوت ماكليلان
في 16 مايو، قال المتحدث باسم الرئاسة سكوت مكليلان إن بيان المذكرة بأن المعلومات الاستخباراتية "كانت مُعدلة" لدعم قرار غزو العراق كان "خطأً فادحًا". ومع ذلك، اعترف مكليلان بأنه لم يقرأ المذكرة، بل تلقى فقط تقارير حول محتواها.
في 17 مايو، أخبر مكليلان الصحفيين أن البيت الأبيض لا يرى "أي حاجة" للرد على رسالة من الكونغرس.
في 23 مايو، عندما سأله مراسل BTC نيوز إريك بروير عن تصريحه في 16 مايو، قال مكليلان:
في اليوم التالي، نشر مدونة سياسية شهيرة، "ThinkProgress"، ردًا بعنوان "تحدي مكليلان"، حيث قارنت ما كانت عليه الاستخبارات وكيف استخدامها من قبل الإدارة.

### وزيرة الخارجية الأميركية رايس ووزير الخارجية البريطاني سترو
في 1 مايو 2005، استجواب وزير الخارجية الأمريكي كوندوليزا رايس ووزير الخارجية البريطاني جاك سترو بشأن المذكرة، على الرغم من أن كليهما لم يتمكنا من تقديم إجابة مفصلة. وأشار سترو إلى أنه لم يتوقع أن يطرح السؤال.

## صدق المذكرة
تبعًا لنصيحة محامي الشركة، قال مايكل سميث، الصحفي الذي كان أول من أبلغ عن مذكرة داونينغ ستريت، إنه حمى هوية مصدره من خلال إعادة إنتاج جميع الوثائق وإرجاع "الأصول" إلى المصدر. في بعض الحالات، إعادة كتابة الوثيقة من نسخة مصورة،  تدمير النسخة المصورة. وقد أدى هذا إلى تساؤلات حول مصداقية الوثيقة، لكن لم يُشكك فيها أي مصدر رسمي، وأكيدها بشكل غير رسمي لعدة منظمات إخبارية، بما في ذلك الواشنطن بوست، وNBC، وذا صنداي تايمز، ولوس أنجلوس تايمز. وأكيد عدة وثائق أخرى حصل عليها سميث، وعوملت بشكل مشابه، على أنها حقيقية من قبل وزارة الخارجية البريطانية.

## مستندات إضافية
قبل ظهور مذكرة داونينغ ستريت، حصل مايكل سميث على ست وثائق أخرى تتعلق بحكومة بلير، والتي تعود إلى مارس 2002، واستخدمها في قصتين نشرتهما صحيفة دايلي تلغراف في 18 سبتمبر 2004. تصف الوثائق القضايا المتعلقة بالاجتماعات التي جرت بين بوش وبلير في مزرعة بوش في كروفورد، تكساس، في أبريل 2002. هذه الوثائق هي:
1. العراق: ورقة الخيارات التي أعدتها أمانة الشؤون الخارجية والدفاع في مكتب مجلس الوزراء، بتاريخ 8 مارس/آذار 2002، والتي تصف الخيارات المتاحة لمواصلة تغيير النظام في العراق
2. العراق: الخلفية القانونية، أعدتها إدارة الشؤون القانونية بوزارة الخارجية وشؤون الكومنولث، بتاريخ 8 مارس/آذار 2002
3. تقرير من ديفيد مانينغ إلى توني بلير بشأن اجتماعه مع كوندوليزا رايس، بتاريخ 14 مارس/آذار 2002
4. تقرير من كريستوفر ماير إلى ديفيد مانينغ بشأن اجتماعه مع بول وولفويتز، بتاريخ 18 مارس/آذار 2002
5. مذكرة من بيتر ريكيتس، المدير السياسي بوزارة الخارجية وشؤون الكومنولث، إلى وزير الخارجية جاك سترو، بتاريخ 22 مارس/آذار 2002، تتضمن الخلفية والرأي بشأن نصيحة سترو لتوني بلير قبل اجتماعه مع جورج بوش في أبريل/نيسان.
6. مذكرة من جاك سترو إلى توني بلير بتاريخ 25 مارس/آذار 2002 تتضمن نصائح قبل اجتماع بلير مع جورج بوش في أبريل/نيسان.

عند استلام الوثائق في سبتمبر 2004، وبناءً على نصيحة المحامين، يقول سميث إنه قام بتصويرها وأعاد النسخ الأصلية إلى مصدره. ثم، بعد أن قامت السكرتيرة القانونية لصحيفة دايلي تلغراف بكتابة النصوص على "آلة كاتبة قديمة"، دمرت الصحيفة نسخها من النسخ الأصلية، وذلك لإحباط أي تحقيق شرطي مستقبلي حول التسريبات.
الاستشهاد بالوثائق على نطاق واسع في الصحافة البريطانية مباشرة بعد قصة صحيفة دايلي تلغراف، على سبيل المثال في صحيفة الغارديان وصحيفة صنداي هيرالد.
في 5 أكتوبر 2004، ظهرت نسخ من هذه الوثائق على الإنترنت، قدمها البروفيسور مايكل لويس من جامعة كامبريدج، الذي كان قد أضاف الملف أيضًا إلى موقع خبير العراق غلين رانغوالا الخاص بالشرق الأوسط. يستند الملف في النهاية إلى النسخة المكتوبة للوثائق التي أعدها سميث وصحيفة دايلي تلغراف.
تجدد الاهتمام بهذه الوثائق حوالي 8 يونيو 2005، بعد ظهورها في سلسلة من المناقشات على موقع Democratic Underground، مما أدى إلى اقتباسها في وسائل الإعلام الأمريكية، بعد أن تحقق موقع Rawstory وNBC من صحتها مع سميث ومصادر حكومية بريطانية.
نشر صحيفة لوس أنجلوس تايمز مقالة في 15 يونيو 2005، تصف عدة من "الوثائق الجديدة"، حيث ذكرت أن "مايكل سميث، كاتب الدفاع في صحيفة ذا صنداي تايمز الذي كشف عن دقائق داونينغ ستريت في قصة 1 مايو، زود لوس أنجلوس تايمز بالنص الكامل للست وثائق الجديدة".
الست وثائق متاحة بصيغة PDF على موقع ثينك بروغريس.
وثيقة إضافية، وهي ورقة مكتب الحكومة بتاريخ 21 يوليو 2002 بعنوان "شروط العمل العسكري"، نشرها (مع الصفحة الأخيرة المفقودة) من قبل صحيفة ذا صنداي تايمز في 12 يونيو 2005.
وثيقة أخرى هي بريد رايكروفت الإلكتروني، الذي يُظهر أن كاتب مذكّرة داونينغ ستريت كان يؤمن بالفعل بأن صدام يجب أن يُزيل بسبب التهديد الذي يشكله العراق في نقل أسلحة دمار شامل إلى أيدي الإرهابيين.
تحتوي المقالة التي نُشرت في 18 سبتمبر 2004 في صحيفة "ديلي تلغراف" على النسخ الوحيدة المعروفة من المذكرات الأصلية (المسح الضوئي من صورة فوتوغرافية). يُطلق على تلك المقالة عنوان "الفشل ليس خيارًا، لكن ذلك لا يعني أنهم سيتجنبونه".
في يوم الخميس، 16 يونيو 2005، قامت وكالة رويترز بتسمية صورة بشكل خاطئ، حيث ادعت أنها "نسخة من مذكرة داونينغ ستريت".
اتضح أن الصورة كانت في الواقع وثيقة موجودة في قصة نشرت في "جارديان أونلاين" بتاريخ 28 أبريل 2005. هذه الوثيقة، التي يمكن الاطلاع عليها من خلال رابط PDF، تحتوي على نصيحة لورد غولدسميث السرية بشأن قانونية الحرب في العراق، ولا تتطابق مع نص أي من المذكرات المنسوبة إلى داونينغ ستريت. إنها وثيقة مختلفة تمامًا تصف التفويض القانوني لغزو العراق بموجب قرارات الأمم المتحدة المعمول بها.

## نقد المذكرة
يلاحظ صحفيون مثل فريد كابلان أن القسم اللاحق من المذكرة الذي يناقش العواقب المحتملة للاحتلال، بما في ذلك استخدام صدام للأسلحة الكيميائية ضد الكويت أو إسرائيل، يتناقض بشكل مباشر مع التفسيرات التي تعتبر المذكرة "دليلاً قاطعًا" على تزوير المعلومات حول أسلحة الدمار الشامل.
كما ذكر أعلاه، بعد فترة قصيرة من ظهور المذكرة، طُلب من توني بلير:
رد بلير:
ليس واضحًا ما إذا كان هذا انتقادًا لتقييم رئيس استخباراته الخارجية (ديرلوف) أم انتقادًا لتفسير معين لعبارة ديرلوف "معدلة لتناسب".

### "مُثَبَّت"
تفسير الجملة: "لكن المعلومات والحقائق كانت تُعدّل لتناسب السياسة" أثار جدلاً واسعًا.
روبن نيبليت، عضو في مركز الدراسات الاستراتيجية والدولية، وهو مركز أبحاث في واشنطن، قال إنه سيكون من السهل على الأمريكيين أن يسيئوا فهم الإشارة إلى أن المعلومات قد "عديلها لتناسب" سياسة العراق. "تعبير 'معدل لتناسب' في الإنجليزية البريطانية يعني 'ملحق به' بدلاً من 'معدل ليناسب السياسة'"، كما يقول. وقد أكد هذا الرأي كل من كريستوفر هيتشنز وفريد كابلان.
اقترح آخرون استخدامات مختلفة للعبارة "كانت معدلة" في الإنجليزية البريطانية (على سبيل المثال، كعبارة عامية تعني "للتوافق" )، والتي تختلف عن الاستخدام (في كل من الإنجليزية الأمريكية والبريطانية) المشتق من لغة الجريمة، وتعني "عديلها أو تغييرها بشكل احتيالي". استخدم مؤلف المذكرة، ماثيو ريكروفت، الاستخدام الأول في رسالة إلكترونية عندما كان يتحدث عن موعد، حيث قال: "هذا الآن محدد في الساعة 0800". وقد بدا أن بعض المعارضين للمذكرة يقدمون الحجة أو يتركون انطباعًا بأن معنى "التعديل الاحتيالي" لكلمة "fix" هو معنى أمريكي فريد ولا وجود له في الإنجليزية البريطانية، لكن هذا غير صحيح.
رفض معلقون آخرون هذا، قائلين إن السياق يوضح أن عبارة "being fixed around" استخدمت "fix" بمعنى "ترتيب النتيجة بشكل احتيالي"، وهو استخدام شائع في الإنجليزية البريطانية (المعنى 12(ب) من "fix" في قاموس أكسفورد الموجز المطبوعة، والذي يُعطى كالمعنى 7، "التأثير بشكل غير مباشر على النتيجة" في النسخة الإلكترونية الموجزة من أكسفورد). وقد تقدم حجة أيضًا أن هذا الرأي مدعوم بالتأهيل السلبي الضمني الذي تطرحه كلمة "لكن" في بداية الجملة المعنية: "لكن المعلومات والحقائق كانت تُتفق عليها (ببراءة) حول السياسة"، قيل إن هذا قراءة غير معقولة لأنه لا يوجد شيء سلبي في حد ذاته بشأن الاتفاق، بينما "لكن المعلومات والحقائق كانت تُرتب بشكل احتيالي..." كما يُقال، تبدو منطقية تمامًا لأنها تلبي التوقع السلبي الذي أُنشئ بواسطة كلمة "لكن".
أشار فريد كابلان إلى أنه "بغض النظر عن التعبير - 'fixed' أو 'fixed around' - كان بوش ومساعدوه قد قرروا السماح للسياسة بتشكيل المعلومات الاستخباراتية، وليس العكس؛ كانوا يسيّسون المعلومات الاستخباراتية بشكل صريح".
عند سؤاله عن ما يوحي به المذكرة من أن المعلومات الاستخباراتية حول العراق كانت "مُعدلة"، قال المتحدث باسم البيت الأبيض سكوت مكليلان: "هذه الإشارة خاطئة تمامًا." لكن مكليلان اعترف لاحقًا في كتاب يكشف الحقائق أن المعلومات الاستخباراتية كانت مُناسبة لتتناسب مع السياسة.
ذكرت ورقة "خيارات العراق" المؤرخة في 8 مارس 2002: "على الرغم من العقوبات، يستمر العراق في تطوير أسلحة الدمار الشامل" (على الرغم من أنها تضيف أن المعلومات الاستخباراتية حول هذا الأمر "ضعيفة").